# Marathon van Sydney

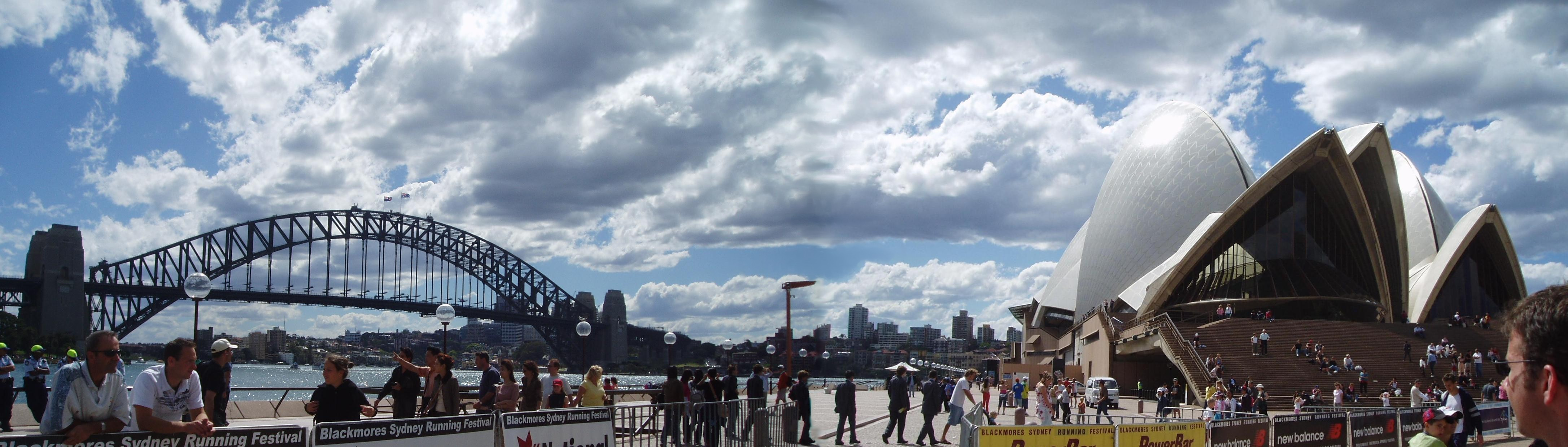
Foto tijdens de marathon van 2005

De Marathon van Sydney wordt jaarlijks gehouden in Sydney (Australië). De hoofdafstand van het evenement is de marathon (42,195). Hiernaast kent het evenement een hardloopwedstrijd over de halve marathon en trimlopen over 9 km (Bridge Run) en 4 km (Family Run). Bij de halve marathon, Bridge Run en Family Run gelden deelnemerslimieten van respectievelijk 8500, 16600 en 6500 lopers. De marathon heeft formeel geen deelnemerslimiet, maar wel een tijdslimiet van 5 uur en 30 minuten. 

## Geschiedenis
De eerste editie vond plaats in 2001 ter ere van de Olympische Zomerspelen 2000, die het jaar ervoor in Sydney werden gehouden. In 2003 finishte de Bridge Run bij het Sydney Opera House. Dit beviel goed, waardoor de finish van alle drie de lopen werd omgezet naar het Sydney Opera House. In 2005 werd het evenement hernoemd naar het Sydney Running Festival. Later werd het gesponsord door vitamine- en supplementenverkoper Blackmores. In 2001, 2002, 2003, 2004, 2007 en 2008 was bij de marathon tevens de titel Australisch kampioen te winnen.

## Parcours
Het parcours bestaat uit kleine klimmetjes en vlakke gedeeltes. De start vindt plaats bij Milsons Point (Bradfield Park), vlak bij de Sydney Harbour Bridge. De route voert via de Macquarie Street en Mrs Macquarie's Chair naar het Centennial Park, om vervolgens via de haven en een klein stukje M4 te keren op de City West Link. Via de vismarkt loopt de route dan weer grotendeels naar de start, om te finishen bij de Sydney Opera House.

## Statistieken

### Parcoursrecords
- Mannen - 2:06.18 in 2024, door Brimin Kipkorir  Kenia
- Vrouwen - 2:21.41 in 2024, door Workenesh Edesa  Ethiopië

### Top tien mannen
Met een gemiddelde top-tien-tijd van 2:08.38,2 na de editie van 2024, staat de marathon van Sydney niet in de top twintig van de snelste marathons ter wereld.
| Rang | Atleet                      | Land     | Tijd    | Jaar | Rang |
| ---- | --------------------------- | -------- | ------- | ---- | ---- |
| 1    | Brimin Kipkorir             | Kenia    | 2:06.18 | 2024 | 1    |
| 2    | Moses Kibet                 | Kenia    | 2:07.03 | 2022 | 1    |
| 3    | Chalu Deso                  | Ethiopië | 2:08.02 | 2024 | 2    |
| 4    | Felix Kirwa                 | Kenia    | 2:08.18 | 2024 | 3    |
| 5    | Othmane El Goumri           | Marokko  | 2:08.20 | 2023 | 1    |
| 6    | Tetsuya Yoroizaka           | Japan    | 2:08.54 | 2024 | 4    |
| 7    | Ken Nakayama                | Japan    | 2:09.23 | 2024 | 5    |
| 8    | Filex Kipchirchir Kiprotich | Kenia    | 2:09.49 | 2019 | 1    |
| 9    | Leul Gebresilase            | Ethiopië | 2:10.03 | 2024 | 6    |
| 10   | Tadu Abate                  | Ethiopië | 2:10.12 | 2024 | 7    |

### Top tien vrouwen
| Rang | Atlete                       | Land     | Tijd    | Jaar | Rang |
| ---- | ---------------------------- | -------- | ------- | ---- | ---- |
| 1    | Workenesh Edesa              | Ethiopië | 2:21.41 | 2024 | 1    |
| 2    | Ruti Aga                     | Ethiopië | 2:23.10 | 2024 | 2    |
| 3    | Gotytom Gebreslase           | Ethiopië | 2:24.17 | 2024 | 3    |
| 4    | Valary Jemeli                | Kenia    | 2:24.22 | 2024 | 4    |
| 5    | Stellah Jepngetich Barsosio  | Kenia    | 2:24.33 | 2019 | 1    |
| 6    | Tigist Girma                 | Ethiopië | 2:25.10 | 2022 | 1    |
| 7    | Letebrhan Haylay Gebreslasea | Ethiopië | 2:25.45 | 2022 | 2    |
| 8    | Nazret Weldu                 | Eritrea  | 2:26.14 | 2022 | 3    |
| 9    | Rahma Tusa                   | Ethiopië | 2:26.30 | 2022 | 4    |
| 10   | Josephine Chepkoech          | Kenia    | 2:26.43 | 2019 | 2    |

## Uitslagen
| Jaar                           | Snelste man                 | Land          | Tijd    | Snelste vrouw               | Land             | Tijd    |
| ------------------------------ | --------------------------- | ------------- | ------- | --------------------------- | ---------------- | ------- |
| 15 september 2024              | Brimin Kipkorir             | Kenia         | 2:06.18 | Workenesh Edesa             | Ethiopië         | 2:21.41 |
| 17 september 2023              | Othmane El Goumri           | Marokko       | 2:08.20 | Betsy Saina                 | Verenigde Staten | 2:26.47 |
| 18 september 2022              | Moses Kibet                 | Kenia         | 2:07.03 | Tigist Girma                | Ethiopië         | 2:25.10 |
| Geen marathon vanwege COVID-19 |                             |               |         |                             |                  |         |
| 15 september 2019              | Filex Kipchirchir Kiprotich | Kenia         | 2:09.49 | Stellah Jepngetich Barsosio | Kenia            | 2:24.33 |
| 16 september 2018              | Elija Kemboi                | Kenia         | 2:13.37 | Mercy Kibarus               | Kenia            | 2:31.24 |
| 17 september 2017              | Shota Hattori               | Japan         | 2:15.16 | Makeda Harona               | Ethiopië         | 2:28:06 |
| 18 september 2016              | Tomohiro Tanigawa           | Japan         | 2:12.13 | Makeda Harona               | Ethiopië         | 2:32.22 |
| 20 september 2015              | Hisanori Kitajima           | Japan         | 2:12.44 | Mirriam Wangari             | Kenia            | 2:34.38 |
| 21 september 2014              | Gebo Burka                  | Ethiopië      | 2:11.18 | Bruktayit Eshetu            | Ethiopië         | 2:29.42 |
| 22 september 2013              | Willy Kotile                | Kenia         | 2:13.48 | Bruktayit Eshetu            | Ethiopië         | 2:32.46 |
| 16 september 2012              | Yuki Kawauchi               | Japan         | 2:11.52 | Mitsuko Hirose              | Japan            | 2:48.49 |
| 18 september 2011              | Joel Kiplimo Kemboi         | Kenia         | 2:17.39 | Letay Hadish                | Ethiopië         | 2:43.22 |
| 19 september 2010              | Isaac Serem                 | Kenia         | 2:25.17 | Helen Stanton               | Australië        | 2:49.58 |
| 20 september 2009              | Julius Seurei               | Kenia         | 2:17.07 | Naoko Tsuchiya              | Japan            | 2:52.46 |
| 21 september 2008              | Julius Maritim              | Kenia         | 2:19.01 | Lisa Flint                  | Australië        | 2:47.43 |
| 23 september 2007              | Julius Maritim              | Kenia         | 2:14.38 | Naoko Tsuchiya              | Japan            | 2:43.09 |
| 17 september 2006              | Julius Maritim              | Kenia         | 2:19.51 | Naoko Tsuchiya              | Japan            | 2:48.44 |
| 11 september 2005              | Julius Maritim              | Kenia         | 2:21.47 | Ruth Kingston               | Nieuw-Zeeland    | 2:54.04 |
| 12 september 2004              | Oswald Revellian            | Tanzania      | 2:21.13 | Rina Hill                   | Australië        | 2:39.46 |
| 14 september 2003              | Oswald Revellian            | Tanzania      | 2:26.03 | Tausi Jumi                  | Tanzania         | 2:46.25 |
| 15 september 2002              | Stephen Bwire               | Tanzania      | 2:17.30 | Heather Turland             | Australië        | 2:51.05 |
| 28 oktober 2001                | Damon Harris                | Nieuw-Zeeland | 2:25.49 | Krishna Stanton             | Australië        | 2:38.11 |

## Deelnemers
Bij de mannen schreef de Keniaan Julius Maritim deze marathon viermaal op zijn naam. Bij de vrouwen streek de Japanse Naoko Tsuchiya driemaal met de hoogste eer. In 2012 trok het evenement 35.000 deelnemers, waarvan er 3400 aan de marathon deelnamen.